# Édouard-François Simon
Pour les articles homonymes, voir Simon.
 (septembre 2022).
Édouard-François Simon, né le 1er décembre 1769 à Troyes et mort le 13 avril 1827 à Paris, est un général français de la Révolution et de l’Empire.

## Biographie

### Carrière sous la Révolution et le Consulat
Fils de l’homme de lettres et savant bibliothécaire Simon de Troyes, Simon s’engage le 20 mai 1792 comme lieutenant au 1er régiment d'infanterie, pour sauvegarder les frontières françaises menacées par la contre-révolution. Sa bravoure et son intelligence lui font franchir en très peu de temps tous les grades. 
Il obtient dès le début de la guerre un avancement rapide, et devient adjudant-général chef de bataillon le 22 février 1795, puis adjudant-général chef de brigade le 26 juillet de la même année. Employé sur les côtes de l’Océan le 26 décembre 1795, il passe à l’armée de Sambre-et-Meuse le 30 janvier 1797. Le 6 juillet suivant, il est nommé colonel provisoire par le général en chef Hoche au 16e régiment de chasseurs à cheval, nomination qui est approuvée le 9 septembre. Le 12 janvier 1798, il est envoyé à l'armée d'Angleterre, puis nommé le 15 juillet chef d’état-major de l’expédition d’Irlande sous les ordres du général Hardy. Il est fait prisonnier le 12 octobre 1798 sur le navire Hoche, mais il est libéré quelque temps après par échange de prisonniers.
Il est promu général de brigade le 27 juillet 1799 et sert comme commandant de brigade dans la division du général Vandamme en République batave. Le 8 février 1800, il rejoint l’armée de l'Ouest sous le commandement du général Brune. Le 20 février 1801, il devient chef d’état-major du général Bernadotte, mais le 10 août 1802 le Premier consul le fait arrêter et emprisonner sur l'île d'Oléron comme auteur de pamphlets séditieux. Il est pardonné par Napoléon et envoyé en exil en Champagne le 15 juin 1804. 

### Sous l'Empire
Remis en activité en 1808 pour faire partie de l’armée d'Espagne, il commande la 1re brigade de la 1re division de réserve d'infanterie du général Loison le 30 octobre 1809. Il participe notamment au siège de Ciudad-Rodrigo du 26 avril au 10 juillet 1810. Le 27 septembre de la même année, il est blessé et fait prisonnier à la bataille de Buçaco au Portugal. Conduit en Angleterre, il parvient un moment à s’échapper des prisons de Perth en Écosse, mais est repris à un mille de Londres. Accusé d’entretenir une correspondance avec d’autres Français dans le but de faire opérer un débarquement sur les côtes de Cornouailles pour délivrer ses compagnons de captivité, il est traduit devant les magistrats et envoyé sur les pontons de Chatham, d’où il ne sort qu’à la paix de 1814. Il est créé baron de l’Empire le 12 novembre 1811 avec une dotation de 2 000 francs sur les domaines de la province de Fulde.
Après la chute de l’Empire, il peut revenir en France. Le roi lui donne la croix de chevalier de Saint-Louis le 19 juillet 1814 et celle de commandeur de la Légion d'honneur le 17 janvier 1815. Pendant les Cent-Jours, il reprend du service sous les drapeaux de Napoléon, qui le nomme général de division le 22 mai 1815, mais cette promotion est annulée sous la seconde Restauration par l’ordonnance royale du 1er août 1815. Mis à la demi-solde de maréchal de camp, il reste dans cette position et est mis en non activité le 20 septembre 1815. Placé à la même époque sous surveillance de la police et forcé de résider hors de Paris, il est compris dans le cadre d'activité de l'état-major général comme inspecteur d'infanterie le 30 décembre 1818. Le 16 juin 1819, il est employé comme inspecteur d'infanterie dans les 7e, 19e et 21e divisions militaires. Il est mis en disponibilité le 1er janvier 1820 et est admis à la retraite le 9 août 1826.

## Sources
Les archives privées du général Simon sont conservées aux Archives nationales françaises sous la cote 679 AP. 